# Стартьес, Бен
Бернард (Бен) Стартьес (нидерл. Bernard "Ben" Staartjes; 9 декабря 1928, Амстердам, Нидерланды — 17 марта 2014, Капеллен, Бельгия) — нидерландский яхтсмен, серебряный призёр чемпионата мира в Кибероне (1970).

## Спортивная карьера
Наивысших достижений яхтсмен достиг в начале 1970-х гг., став серебряным призёром чемпионата мира в Кибероне (1970) в классе Темпест вместе с Кес Кюрперсхуком. В 1972 году с ним же стал чемпионом Европы в Ла-Рошели.
На летних Олимпийских играх (1972) нидерландский дуэт занял пятое место, а через четыре года на Играх в Мельбурне (1976) стал восьмым в паре с Абом Экелсом. Перейдя впоследствии в класс «Звездный», яхтсмен занял 15-е место на чемпионате мира в Новой Зеландии в 1980. В том же году он также выступал в качестве главы спортивной делегации нидерландской сборной по парусному спорту на московской Олимпиаде-80.
Последний раз принял участие на чемпионате мира 2002 г. в классе «Звездный». В 1992 г. выступил одним из учредителей ежегодной регаты Conny van Rietschoten Trofee.